# Augusta de Saxe-Gotha-Altenbourg
La princesse Augusta de Saxe-Gotha-Altenbourg, née le 30 novembre 1719 à Gotha et morte le 8 février 1772 à Londres, est la fille de Frédéric II, duc de Saxe-Gotha-Altenbourg, et de son épouse Madeleine-Augusta d'Anhalt-Zerbst.
Elle fut princesse de Galles de 1736 à 1751 puis princesse douairière de Galles après le décès de son mari, Frédéric, prince de Galles, fils et héritier du roi George II de Grande-Bretagne à qui elle donna neuf enfants. Elle est l'une des trois titulaires du titre à n'avoir jamais été reine.

## Biographie

### Famille
La princesse Augusta naît à Gotha, de l'union de Frédéric II, duc de Saxe-Gotha-Altenbourg (1676-1732) et de son épouse Madeleine-Augusta d'Anhalt-Zerbst (1676-1740). Elle a pour grand-père paternel Frédéric Ier de Saxe-Gotha-Altenbourg, lui-même fils d'Ernest Ier de Saxe-Gotha dont il est le premier fils à survivre à l'enfance. Elle est également parente par sa mère de la future tsarine Catherine II de Russie, née princesse d'Anhalt-Zerbst.

### Mariage
À l'âge de seize ans et bien que ne parlant pas un seul mot d'anglais, Augusta débarque en Grande-Bretagne afin d'épouser le Prince de Galles, Frédéric, âgé de 28 ans, le fils aîné du roi George II et la reine Caroline. Le mariage est célébré presque immédiatement, le 27 avril 1736, à la chapelle royale du palais St. James, à Londres. On raconte qu'un esclandre a lieu au cours de la cérémonie, entre son époux et les parents de ce dernier, devant toute la cour et la classe politique réunies. À l'occasion de ce mariage, Haendel compose l'opéra pastoral Atalanta créé le 12 mai 1736 au théâtre de Covent Garden, suivi d'un spectaculaire feu d'artifice et très apprécié par le prince et les spectateurs londoniens.
Il semble que l'union soit heureuse, et Augusta donne neuf enfants à Frédéric, dont le dernier naît après la mort de ce dernier. Le jour de la naissance de leur première fille, la princesse Augusta, le 31 août 1737 Frédéric oblige son épouse, pourtant déjà sujette aux contractions, à déménager du palais Hampton Court pour celui St. James, simplement pour empêcher ses parents, qu'il déteste, d'y assister.
Tout au long de leur mariage, Augusta reste fidèle à son époux et se range à ses côtés dans la guerre ouverte qu'il livre à ses deux parents. Après la mort de Frédéric, son rôle de mère de l'héritier du trône accroît son importance au sein de la cour, si bien qu'elle est nommée au rang d'éventuelle régente, ce qui cause par ailleurs une controverse politique. Peu de temps après, elle tombe sous l'influence de John Stuart, comte de Bute, le tuteur de son fils et les rumeurs vont jusqu'à prétendre qu'ils ont une liaison. En réalité, c'est surtout à cause de son intransigeant caractère que Bute vient lui rendre visite, plutôt qu'à son fils, mais la presse ne l'entend pas de cette oreille et ils connaissent à cette époque de nombreux soucis avec celle-ci. À la montée sur le trône de George III neuf ans après la mort de son père le prince de Galles, Augusta souffre d'une hostilité générale du peuple, et lorsqu'elle meurt d'un cancer de la gorge à l'âge de 52 ans à Carlton House, ses funérailles sont troublées par de multiples incidents et le cortège funèbre accompagné des insultes de la foule.

### Descendance
- Augusta-Charlotte de Hanovre (31 août 1737 - 31 mars 1813), mariée au prince Charles-Guillaume-Ferdinand de Brunswick, futur duc de Brunswick-Lunebourg, dont postérité,
- George III du Royaume-Uni (4 juin 1738 - 29 janvier 1820), marié à la duchesse Charlotte de Mecklembourg-Strelitz, dont postérité,
- Édouard-Auguste de Grande-Bretagne, duc d'York et d'Albany (14 mars 1739 - 17 septembre 1767),
- Élisabeth de Grande-Bretagne (30 décembre 1740 - 4 septembre 1759),
- William Henry de Grande-Bretagne, duc de Gloucester et d'Édimbourg (14 novembre 1743 - 25 août 1805) marié à Maria Walpole, comtesse de Waldegrave, dont postérité,
- Henri de Hanovre, duc de Cumberland et de Strathearn (27 novembre 1745 - 18 septembre 1790) marié à Olive Wilmot puis Lady Anne Luttrell, dont postérité,
- Louise de Grande-Bretagne (8 mars 1749 - 13 mai 1768),
- Frédéric de Grande-Bretagne (13 mai 1750 - 29 décembre 1765),
- Caroline-Mathilde de Hanovre (11 juillet 1751 - 10 mai 1775), mariée au roi Christian VII de Danemark et de Norvège, dont postérité.

### Kew Gardens
Après le décès de son époux, la princesse Augusta a contribué à embellir la demeure de Kew Gardens, qui est devenue après leur départ définitif du palais royal, leur résidence et le lieu où se réunissent les opposants à la politique royale. Sir William Chambers construit ainsi pour elle les jardins, dont la Pagode Chinoise, édifiée en 1761.

## Titulatures
- Son altesse sérénissime la princesse Augusta de Saxe-Gotha-Altenbourg, duchesse en Saxe (1719-1736)
- Son altesse royale la princesse de Galles (1736-1751)
- Son altesse royale la princesse douairière de Galles (1751-1772)